# کارولینا (فیلم ۱۹۳۴)
کارولینا (انگلیسی: Carolina) فیلمی در ژانر کمدی رمانتیک به کارگردانی هنری کینگ است که در سال ۱۹۳۴ منتشر شد.

## بازیگران
- جنت گینور
- لیونل باریمور
- رابرت یانگ
- شرلی تمپل
- ریچارد کرامول
- روی واتسون
- راسل سیمپسون
- جیمز الیسون